# کلوشتر لهنین
کلوشتر لهنین (به آلمانی: Kloster Lehnin) یک شهر در آلمان است که در پوتسدام-میتلمارک واقع شده‌است. کلوشتر لهنین  ۱۱٬۵۶۶ نفر جمعیت دارد.